# ستيفاني باين لويز
ستيفاني لويز باين (بالإنجليزية: Stephanie Payne)‏ (من مواليد 23 يناير 1980) هي امرأة أسترالية كانت تعاني من زيادة قياسية في الوزن، وتخلصت من كثير من الوزن الزائد بعد العلاج، وقد شنت حملة ضد البلطجة والسلوكات المشينة والسلوك المعادي للمجتمع،
خاصة ضد الناس الذين يعانون من زيادة في الوزن، وكذلك كانت لها خرجات في مجال الأعمال الخيرية.

## المشكلة مع الوزن الزائد
في أثقل وزن لها برقم 243 كغ، خضعت ستيفاني لعملية جراحية في 17 نوفمبر 2010. وكانت ستيفاني بهذا الوزن الزائد، أكبر مريضة تعالج من قبل الدكتور جيسون وينيت.
بدأت باين تجربة التدوين عن حالتها، وأحاسيسها وتجربتها مع الوزن الزائد، وعن غمار فقدان الوزن الزائد ابتداء من عام 2010، بعد وقت قصير من اكتشاف أن وزنها 243 كيلوغرام.

## المهنة
تشغل باين لويز منصبا في الخدمة العامة منذ عام 2002، وهي تعمل حاليا في قسم الخدمات الإنسانية.

## ستيفاني باين على وسائل الإعلام
ساهمت ستيفاني باين لويز بعدد مهم من المقالات لصحيفة «إم إكس ملبورن» وظهرت على القناة السابعة للحديث عن تجربتها مع مرض البدانة، وقالت أنها ينبغي أن تشتري تذكرتين عند استخدام وسائل النقل العمومي، كما أنها تشغل أكثر من مقعد واحد. وأنها تعاني من التحرش والإيذاء والتمييز ونظرات الإذلال التي يعاني منها البدناء في المجتمع.

## الحياة الشخصية
رغم الصعوبات الصحية استطاعت ستيفاني تكوين أسرة سعيدة من أربعة أطفال، بعدما تزوجت من «برادلي لوديل» في أغسطس 2008.

## وصلات خارجية
مدونة ستيفاني باين لويز